# Cambarus buntingi
Cambarus buntingi är en kräftdjursart som beskrevs av R. W. Bouchard 1973. Cambarus buntingi ingår i släktet Cambarus och familjen Cambaridae. IUCN kategoriserar arten globalt som livskraftig. Inga underarter finns listade i Catalogue of Life.